# Келси, Уэстон
Уэ́стон «Сет» Ке́лси (англ. Weston "Seth" Kelsey; 24 августа 1981, Санта-Моника, Калифорния, США) — американский фехтовальщик-шпажист, чемпион мира по фехтованию 2012 года, двукратный панамериканский чемпион 2011 года, участник трёх летних Олимпийских игр.

## Спортивная биография

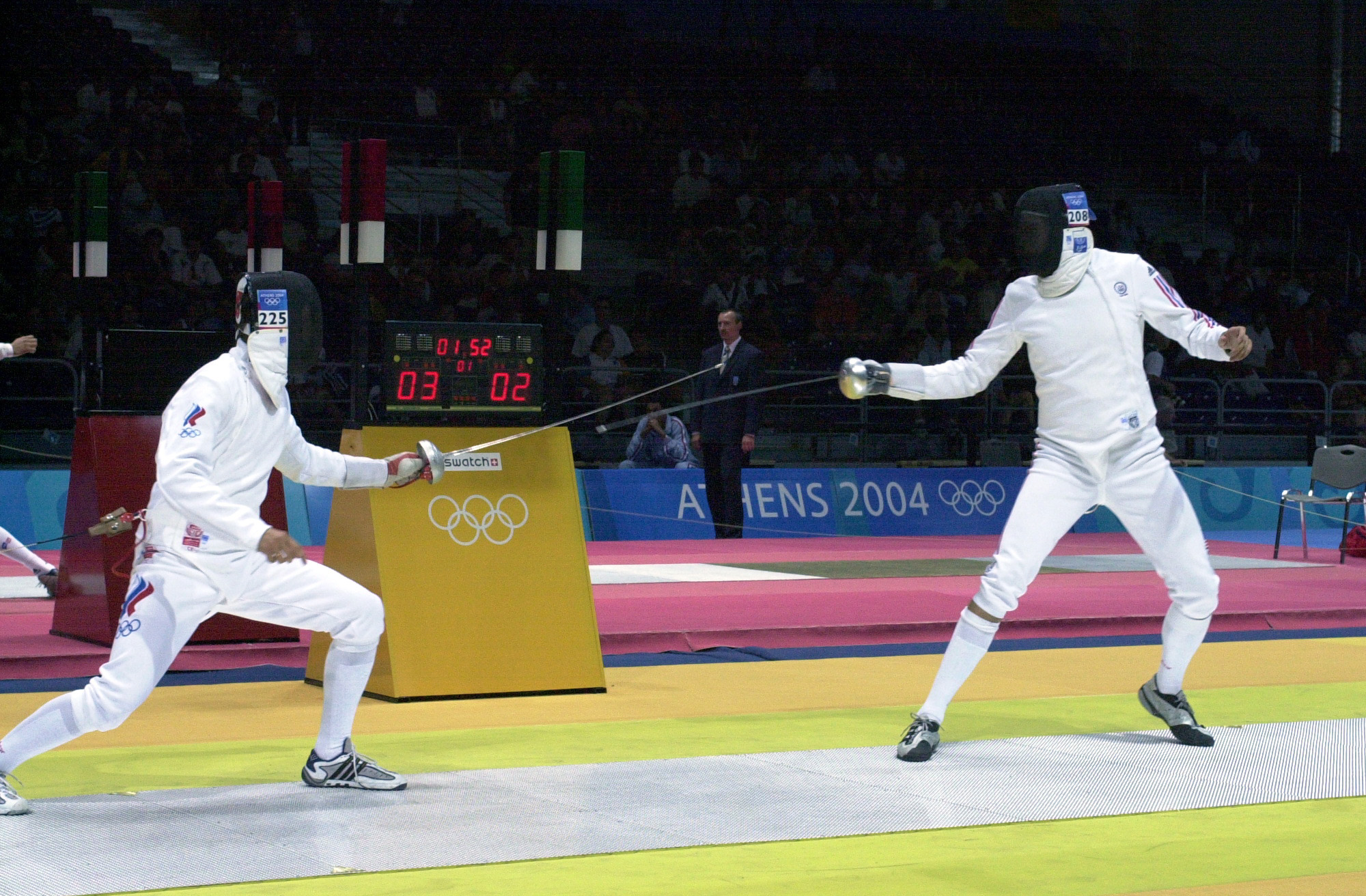
Уэстон Келси (справа) в поединке с Игорем Турчиным

На крупных международных турнирах Келси стал выступать с 2002 года. В 2004 году Уэстон впервые принял участие в летних Олимпийских играх. На соревнованиях в Афинах Келси принял участие в двух дисциплинах. В индивидуальной шпаге американский спортсмен во втором раунде уступил россиянину Игорю Турчину 11-15. В командной шпаге сборная США уже на стадии 1/4 финала выбыла из борьбы, уступив сборной Украины со счётом 32:45. В утешительном турнире американцы победили сборную Китая 45:36 и вышли в финал за 5-е место, где вновь уступили украинцам 33:45. В 2007 году американский спортсмен завоевал свою первую крупную международную награду, заняв третье место в составе сборной США на Панамериканских играх.
Сборная США по шпаге не смогла отобраться на летние Олимпийские игры 2008 года в Пекине и поэтому Сет принял участие только в индивидуальных соревнованиях. В турнире шпажистов Келси вновь выбыл во втором раунде, уступив будущему серебряному призёру французу Фабрису Жанне 11-15. В 2010 году Уэстон впервые стал призёром мирового первенства. Сет в составе сборной США стал серебряным медалистом в командной шпаге. Панамериканские игры 2011 года стали для Уэстона триумфальными. Сначала американский спортсмен стал чемпионом в индивидуальной шпаге, а затем вместе со сборной США выиграл и командную шпагу.
В 2012 году командная шпага не присутствовала в программе летних Олимпийских игр и поэтому была одной из двух дисциплин, которые разыгрывались на чемпионате мира. Сборная США одержала победу в турнире шпажистов, а Келси завоевал своё первое золото чемпионатов мира. На летних Олимпийских играх в Лондоне Келси дошёл до полуфинала, но сначала в упорной борьбе уступил венесуэльцу Рубену Лимардо 5:6, а затем в поединке за бронзу всего один укол проиграл южнокорейцу Чон Джин Сону и остался только четвёртым.

## Личная жизнь
- Родители — Мортон и Сьюзан, сестра — Холли.
- Свободно владеет испанским языком.
- Имеет воинское звание второй лейтенант ВВС США.